# Lahourcade
Lahourcade é uma comuna francesa na região administrativa da Nova Aquitânia, no departamento dos Pirenéus Atlânticos. Estende-se por uma área de 10,97 km². Em 2010 a comuna tinha 719 habitantes (densidade: 65,5 hab./km²).